# Ordis
Ordis ist eine katalanische Gemeinde (municipio) mit 400 Einwohnern (Stand: 2024) in der Provinz Girona im Nordosten Spaniens. Sie liegt in der Comarca Alt Empordà. Die Gemeinde besteht neben dem Hauptort Ordis aus der Ortschaft Pols.

## Lage
Ordis liegt etwa 36 Kilometer nordnordöstlich von Girona auf einer Höhe von ca. 100 m. Im Nordwesten der Gemeinde liegt der Flugplatz Ordis (Aeròdrom d’Ordis).

## Bevölkerungsentwicklung
| Jahr      | 1960 | 1970 | 1981 | 1991 | 2001 | 2011 | 2021 |
| Einwohner | 309  | 331  | 294  | 304  | 342  | 383  | 370  |

## Sehenswürdigkeiten

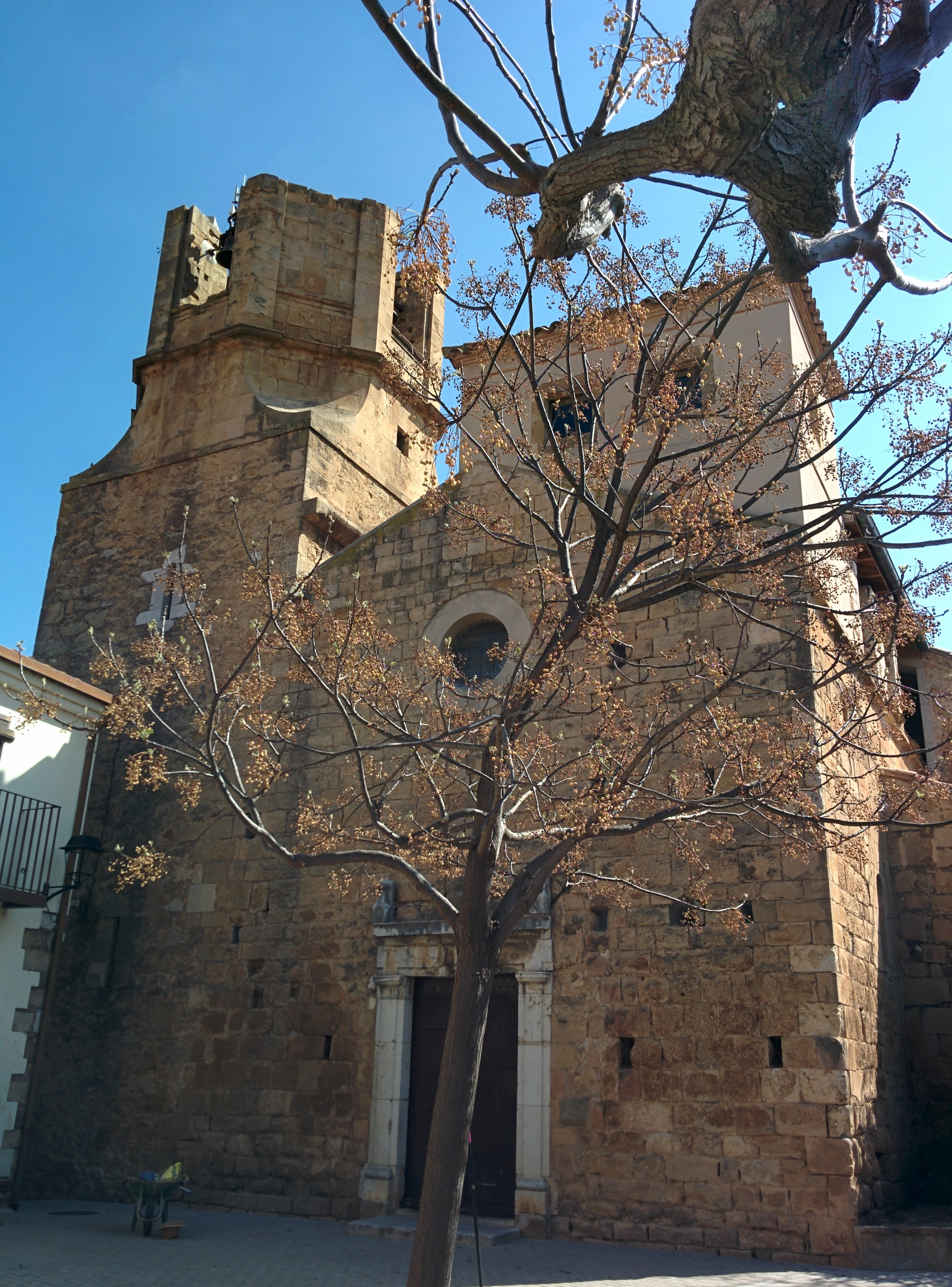
Julianus-und-Basilisa-Kirche
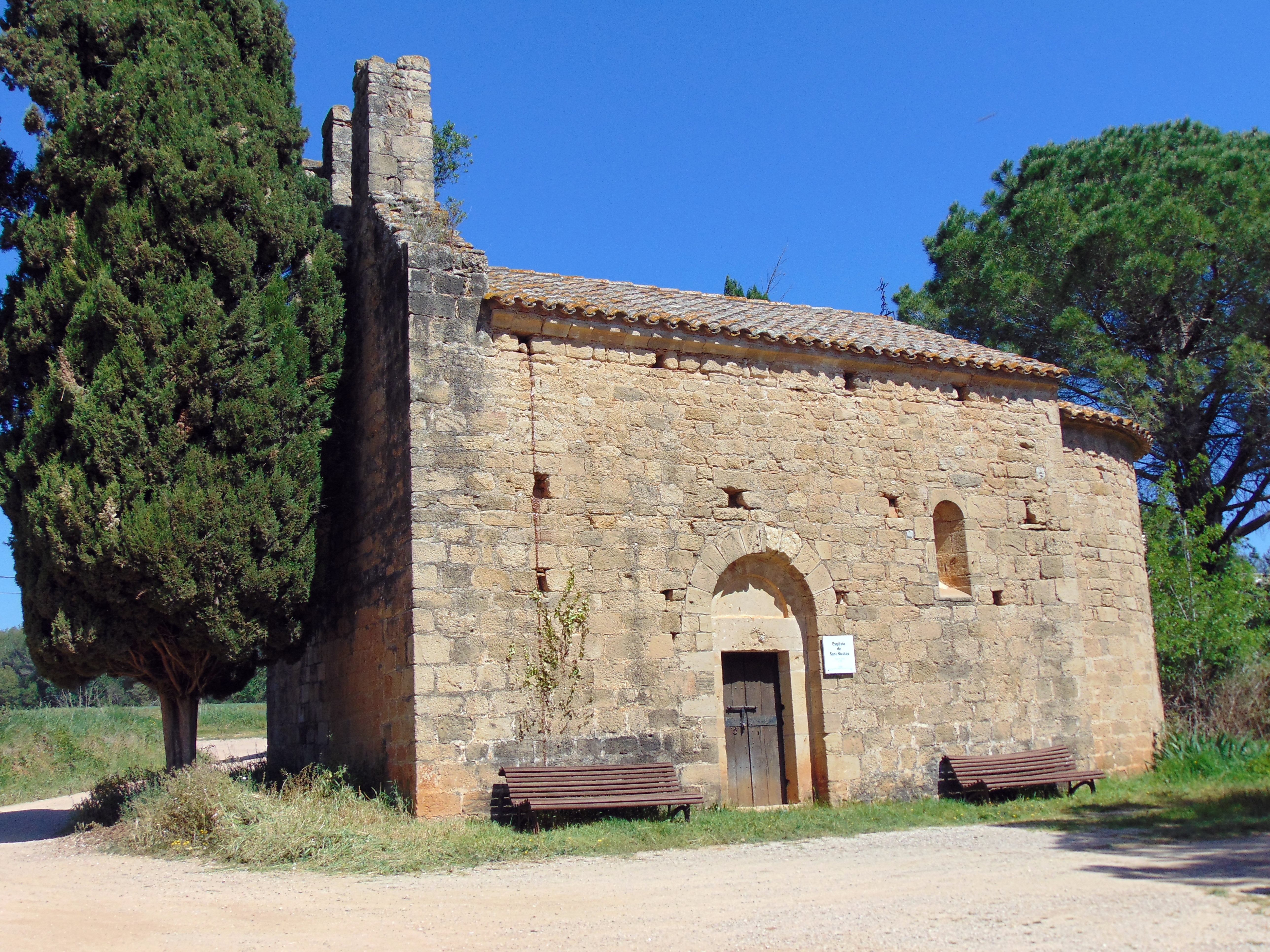
Nikolauskapelle
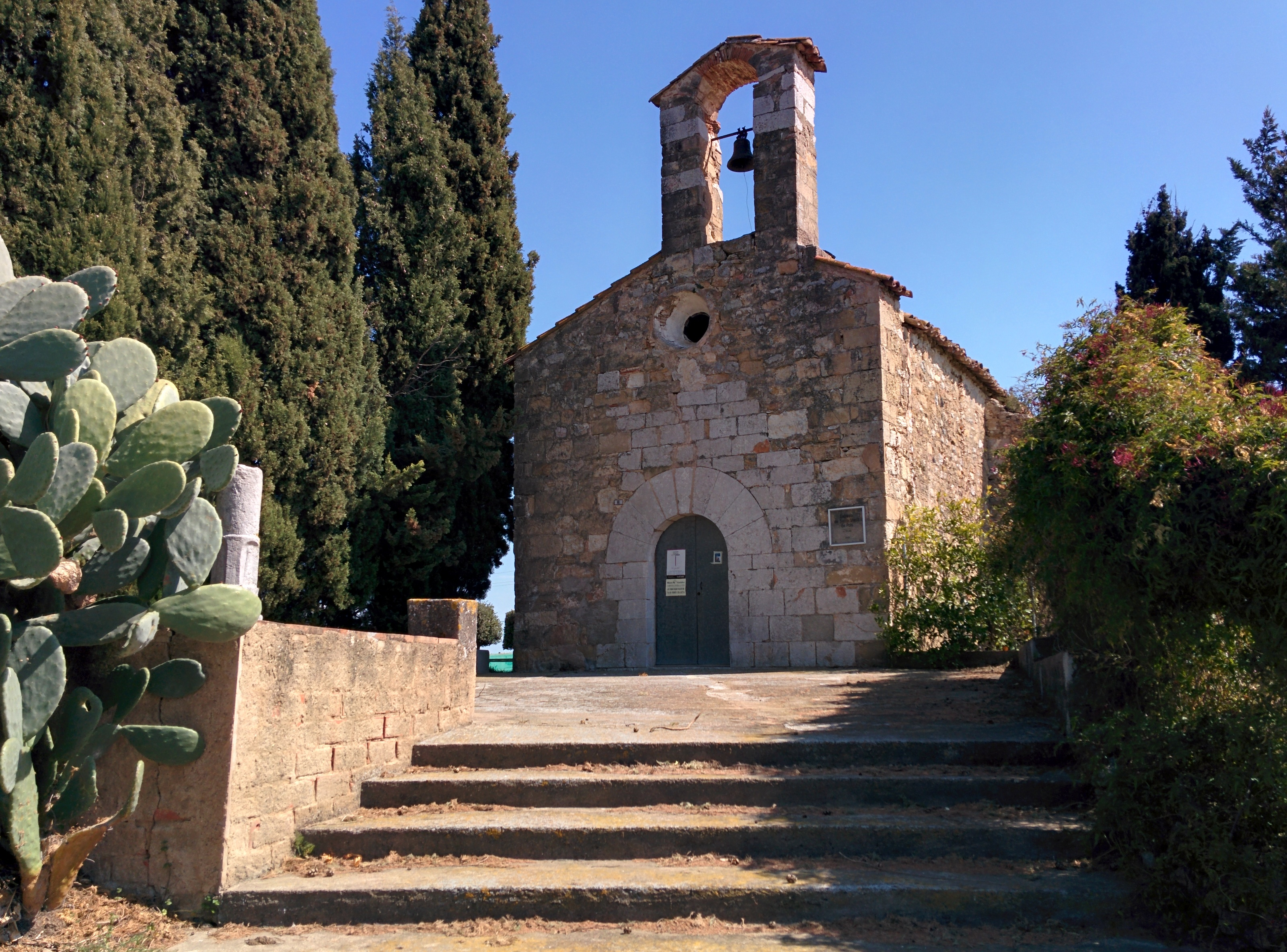
Marienkapelle in Pols

- Julianus-und-Basilisa-Kirche
- Nikolauskapelle
- Marienkapelle